# Gobernación Sur
La Gobernación Sur ( en árabe: المحافظة الجنوبية‎; transliterado: Al-Muḥāfaẓat al-Janūbīyah) es una de las cuatro gobernaciones de Baréin. La más grande en superficie y la menos poblada
Su Gobernador es el Shaikh Abdulla bin Rashid Al Khalifa, hijo del ministro del Interior Tte. Gral. Sheikh Rashid bin Abdulla Al Khalifa.
Incluye las antiguas municipalidades de Al Mintaqah al Gharbiyah, Ar Rifa' wa al Mintaqah al Janubiyah y Juzur Hawar.
- Datos: Q838532
- Multimedia: Southern Governorate, Bahrain / Q838532